# نوی پوزرین
نوی پوزرین (به آلمانی: Neu Poserin) یک شهر در آلمان است که در لودویگسلوست-پارشیم واقع شده‌است. نوی پوزرین ۵۹۹ نفر جمعیت دارد.